# James Tait Black Memorial Prize
Los James Tait Black Memorial Prizes (Premios conmemorativos de James Tait Black), son unos premios literarios otorgados a la literatura escrita en idioma inglés, junto con el Premio Hawthornden, los premios literarios más antiguos de Gran Bretaña. Con sede en la Universidad de Edimburgo en Escocia, Reino Unido, los premios fueron fundados en 1919 por Janet Coats Black en memoria de su esposo, James Tait Black, socio de la editorial de A & C Black Ltd. Los premios se otorgaban en dos categorías, ficción y biografías, a las que desde 2013 se añadió un premio a los dramas.

## Historia
Desde sus inicios, el premio James Tait Black se organizó sin publicidad abierta. Hubo una falta de atención de la prensa y los editores, al menos inicialmente, porque Edimburgo estaba lejos de los centros literarios del país. La decisión sobre el premio fue tomada por la Cátedra Regius de Retórica y Belles Lettres de la Universidad de Edimburgo.
Cuatro ganadores del Premio Nobel de Literatura recibieron el James Tait Black al principio de sus carreras: William Golding, Nadine Gordimer y J. M. Coetzee cada uno recogió el James Tait Black de ficción, mientras que Doris Lessing se llevó el premio de biografía. Además de estos premios Nobel literarios, Ronald Ross, cuya autobiografía de 1923 Memoirs, Etc. recibió el premio de biografía, ya era un premio Nobel, habiendo sido galardonado con el premio Nobel de Fisiología o Medicina de 1902 por su trabajo sobre la malaria.
En 2012, se anunció una tercera categoría de premios para Drama, y el primer ganador de este premio se anunció en agosto de 2013.

## Proceso de selección
Los ganadores son elegidos por el Catedrático de Literatura Inglesa de la Universidad, quien es asistido por estudiantes de posgrado en la fase de preselección, una estructura que se considera que otorga a los premios una considerable seriedad. En la entrega de los premios de 2006, el editor de Cormac McCarthy comentó positivamente sobre el proceso de selección y señaló que, en ausencia de un patrocinador y figuras literarias o mediáticas entre el panel de jueces, la decisión la toman «los estudiantes y profesores, cuya única agenda real puede ser grandes libros y excelentes escritos». La dotación original ahora es complementada por la Universidad y, como consecuencia, el fondo total de premios aumentó con respecto a los premios de 2005. Cada uno de los tres premios anuales, uno para ficción, uno para biografía y uno para drama, tiene un valor de 10 000 £. La Universidad es asesorada en relación con el desarrollo y administración del premio por un pequeño comité que incluye a Ian Rankin, Alexander McCall Smith y James Naughtie entre sus miembros. En agosto de 2007, la ceremonia de entrega de premios se llevó a cabo por primera vez en el Festival Internacional del Libro de Edimburgo.

### Elegibilidad
Para los premios de libros, las obras de ficción y biografías deben estar escritas en inglés. La nacionalidad del autor no importa, pero las presentaciones deben publicarse primero (o copublicarse) en Gran Bretaña durante el año calendario del premio. Cualquier autor solo puede ganar cada premio una vez. Sin embargo, puede ganar ambos premios al mismo tiempo.
Para la categoría de drama, la obra debe estar escrita originalmente en inglés, gaélico o galés, haber sido producida primero durante el año calendario anterior, tener una duración de más de una hora y haber sido representada no menos de siete veces por una compañía de teatro profesional.

## Ganadores de los premios
Fuente.
| Año  | Premio de ficción                                                    | Premio de biografía                                                                                                   | Premio de drama                                  |
| 1919 | Hugh Walpole, The Secret City                                        | Henry Festing Jones, Samuel Butler, Author of Erewhon (1835–1902) – A Memoir (Samuel Butler)                          | No creado                                        |
| 1920 | D. H. Lawrence, The Lost Girl                                        | G. M. Trevelyan, Lord Grey of the Reform Bill (Earl Grey)                                                             | No creado                                        |
| 1921 | Walter de la Mare, Memoirs of a Midget                               | Lytton Strachey, Queen Victoria (Queen Victoria)                                                                      | No creado                                        |
| 1922 | David Garnett, Lady into Fox                                         | Percy Lubbock, Earlham                                                                                                | No creado                                        |
| 1923 | Arnold Bennett, Riceyman Steps                                       | Ronald Ross, Memoirs, Etc. (autobiography)                                                                            | No creado                                        |
| 1924 | E. M. Forster, A Passage to India                                    | William Wilson, The House of Airlie (The Earls of Airlie)                                                             | No creado                                        |
| 1925 | Liam O'Flaherty, The Informer                                        | Geoffrey Scott, The Portrait of Zelide (Isabelle de Charrière)                                                        | No creado                                        |
| 1926 | Radclyffe Hall, Adam's Breed                                         | Reverend Dr H. B. Workman, John Wyclif: A Study of the English Medieval Church (John Wyclif)                          | No creado                                        |
| 1927 | Francis Brett Young, Portrait of Clare                               | H. A. L. Fisher, James Bryce, Viscount Bryce of Dechmont, O.M. (James Bryce, 1st Viscount Bryce)                      | No creado                                        |
| 1928 | Siegfried Sassoon, Memoirs of a Fox-Hunting Man                      | John Buchan, Montrose (James Graham)                                                                                  | No creado                                        |
| 1929 | J. B. Priestley, The Good Companions                                 | Lord David Cecil, The Stricken Deer: or The Life of Cowper (William Cowper)                                           | No creado                                        |
| 1930 | E. H. Young, Miss Mole                                               | Francis Yeats-Brown, The Lives of a Bengal Lancer (autobiography)                                                     | No creado                                        |
| 1931 | Kate O'Brien, Without My Cloak                                       | J. Y. T. Greig, David Hume (David Hume)                                                                               | No creado                                        |
| 1932 | Helen de Guerry Simpson, Boomerang                                   | Stephen Gwynn, The Life of Mary Kingsley (Mary Kingsley)                                                              | No creado                                        |
| 1933 | A. G. Macdonell, England, Their England                              | Violet Clifton, The Book of Talbot (John Talbot Clifton)                                                              | No creado                                        |
| 1934 | Robert Graves, I, Claudius and Claudius the God                      | J. E. Neale, Queen Elizabeth (Elizabeth I of England)                                                                 | No creado                                        |
| 1935 | L. H. Myers, The Root and the Flower                                 | Raymond Wilson Chambers, Thomas More (Thomas More)                                                                    | No creado                                        |
| 1936 | Winifred Holtby, South Riding                                        | Edward Sackville West, A Flame in Sunlight: The Life and Work of Thomas de Quincey (Thomas de Quincey)                | No creado                                        |
| 1937 | Neil M. Gunn, Highland River                                         | Lord Eustace Percy, John Knox (John Knox)                                                                             | No creado                                        |
| 1938 | C. S. Forester, A Ship of the Line and Flying Colours                | Sir Edmund Chambers, Samuel Taylor Coleridge (Samuel Taylor Coleridge)                                                | No creado                                        |
| 1939 | Aldous Huxley, After Many a Summer                                   | David C. Douglas, English Scholars                                                                                    | No creado                                        |
| 1940 | Charles Morgan, The Voyage                                           | Hilda F. M. Prescott, Spanish Tudor: Mary I of England (Mary I of England)                                            | No creado                                        |
| 1941 | Joyce Cary, A House of Children                                      | John Gore, King George V (George V)                                                                                   | No creado                                        |
| 1942 | Arthur Waley, Translation of Monkey by Wu Cheng'en                   | Lord Ponsonby of Shulbrede, Henry Ponsonby: Queen Victoria's Private Secretary (Henry Ponsonby)                       | No creado                                        |
| 1943 | Mary Lavin, Tales from Bective Bridge                                | G. G. Coulton, Fourscore Years (autobiography)                                                                        | No creado                                        |
| 1944 | Forrest Reid, Young Tom                                              | C. V. Wedgwood, William the Silent (William the Silent)                                                               | No creado                                        |
| 1945 | L. A. G. Strong, Travellers                                          | D. S. MacColl, Philip Wilson Steer (Philip Wilson Steer)                                                              | No creado                                        |
| 1946 | Oliver Onions, Poor Man's Tapestry                                   | Richard Aldington, A Life of Wellington: The Duke (Arthur Wellesley)                                                  | No creado                                        |
| 1947 | L. P. Hartley, Eustace and Hilda                                     | Charles E. Raven, English Naturalists from Neckam to Ray (Alexander Neckam and John Ray)                              | No creado                                        |
| 1948 | Graham Greene, The Heart of the Matter                               | Percy A. Scholes, The Great Dr. Burney (Charles Burney)                                                               | No creado                                        |
| 1949 | Emma Smith, The Far Cry                                              | John Connell, W. E. Henley (W. E. Henley)                                                                             | No creado                                        |
| 1950 | Robert Henriques, Through the Valley                                 | Cecil Woodham-Smith, Florence Nightingale (Florence Nightingale)                                                      | No creado                                        |
| 1951 | Chapman Mortimer, Father Goose                                       | Noel Annan, Leslie Stephen (Leslie Stephen)                                                                           | No creado                                        |
| 1952 | Evelyn Waugh, Men at Arms                                            | G. M. Young, Stanley Baldwin (Stanley Baldwin)                                                                        | No creado                                        |
| 1953 | Margaret Kennedy, Troy Chimneys                                      | Carola Oman, Sir John Moore (John Moore)                                                                              | No creado                                        |
| 1954 | C. P. Snow, The New Men and The Masters                              | Keith Feiling, Warren Hastings (Warren Hastings)                                                                      | No creado                                        |
| 1955 | Ivy Compton-Burnett, Mother and Son                                  | R. W. Ketton-Cremer, Thomas Gray (Thomas Gray)                                                                        | No creado                                        |
| 1956 | Rose Macaulay, The Towers of Trebizond                               | St John Greer Ervine, George Bernard Shaw (George Bernard Shaw)                                                       | No creado                                        |
| 1957 | Anthony Powell, At Lady Molly's                                      | Maurice Cranston, Life of John Locke (John Locke)                                                                     | No creado                                        |
| 1958 | Angus Wilson, The Middle Age of Mrs. Eliot                           | Joyce Hemlow, The History of Fanny Burney (Fanny Burney)                                                              | No creado                                        |
| 1959 | Morris West, The Devil's Advocate                                    | Christopher Hassall, Edward Marsh (Edward Marsh)                                                                      | No creado                                        |
| 1960 | Rex Warner, Imperial Caesar                                          | Canon Adam Fox, The Life of Dean Inge (Dean Inge)                                                                     | No creado                                        |
| 1961 | Jennifer Dawson, The Ha-Ha                                           | M. K. Ashby, Joseph Ashby of Tysoe (Joseph Ashby)                                                                     | No creado                                        |
| 1962 | Ronald Hardy, Act of Destruction                                     | Meriol Trevor, Newman: The Pillar and the Cloud and Newman: Light in Winter (John Henry Newman)                       | No creado                                        |
| 1963 | Gerda Charles, A Slanting Light                                      | Georgina Battiscombe, John Keble: A Study in Limitations (John Keble)                                                 | No creado                                        |
| 1964 | Frank Tuohy, The Ice Saints                                          | Elizabeth Longford, Victoria R.I. (Queen Victoria)                                                                    | No creado                                        |
| 1965 | Muriel Spark, The Mandelbaum Gate                                    | Mary Caroline Moorman, William Wordsworth: The Later Years 1803–1850 (William Wordsworth)                             | No creado                                        |
| 1966 | Christine Brooke-Rose, Such Aidan Higgins, Langrishe, Go Down        | Geoffrey Keynes, The Life of William Harvey (William Harvey)                                                          | No creado                                        |
| 1967 | Margaret Drabble, Jerusalem the Golden                               | Winifred Gérin, Charlotte Brontë: The Evolution of Genius (Charlotte Brontë)                                          | No creado                                        |
| 1968 | Maggie Ross, The Gasteropod                                          | Gordon Haight, George Eliot (George Eliot)                                                                            | No creado                                        |
| 1969 | Elizabeth Bowen, Eva Trout                                           | Antonia Fraser, Mary, Queen of Scots (Mary, Queen of Scots)                                                           | No creado                                        |
| 1970 | Lily Powell, The Bird of Paradise                                    | Jasper Ridley, Lord Palmerston (Henry Temple, 3rd Viscount Palmerston)                                                | No creado                                        |
| 1971 | Nadine Gordimer, A Guest of Honour                                   | Julia Namier, Lewis Namier (Lewis Namier)                                                                             | No creado                                        |
| 1972 | John Berger, G.                                                      | Quentin Bell, Virginia Woolf (Virginia Woolf)                                                                         | No creado                                        |
| 1973 | Iris Murdoch, The Black Prince                                       | Robin Lane Fox, Alexander the Great (Alexander the Great)                                                             | No creado                                        |
| 1974 | Lawrence Durrell, Monsieur: or, The Prince of Darkness               | John Wain, Samuel Johnson (Samuel Johnson)                                                                            | No creado                                        |
| 1975 | Brian Moore, The Great Victorian Collection                          | Karl Miller, Cockburn's Millennium (Henry Cockburn)                                                                   | No creado                                        |
| 1976 | John Banville, Doctor Copernicus                                     | Ronald Hingley, A New Life of Chekhov (Chekhov)                                                                       | No creado                                        |
| 1977 | John le Carré, The Honourable Schoolboy                              | George Painter, Chateaubriand: Volume 1 – The Longed-For Tempests (François-René de Chateaubriand)                    | No creado                                        |
| 1978 | Maurice Gee, Plumb                                                   | Robert Gittings, The Older Hardy (Thomas Hardy)                                                                       | No creado                                        |
| 1979 | William Golding, Darkness Visible                                    | Brian Finney, Christopher Isherwood: A Critical Biography (Christopher Isherwood)                                     | No creado                                        |
| 1980 | J. M. Coetzee, Waiting for the Barbarians                            | Robert B. Martin, Tennyson: The Unquiet Heart (Alfred Tennyson)                                                       | No creado                                        |
| 1981 | Salman Rushdie, Midnight's Children Paul Theroux, The Mosquito Coast | Victoria Glendinning, Edith Sitwell: Unicorn Among Lions (Edith Sitwell)                                              | No creado                                        |
| 1982 | Bruce Chatwin, On The Black Hill                                     | Richard Ellmann, James Joyce (James Joyce)                                                                            | No creado                                        |
| 1983 | Jonathan Keates, Allegro Postillions                                 | Alan Walker, Franz Liszt: The Virtuoso Years (Franz Liszt)                                                            | No creado                                        |
| 1984 | J. G. Ballard, Empire of the Sun Angela Carter, Nights at the Circus | Lyndall Gordon, Virginia Woolf: A Writer's Life (Virginia Woolf)                                                      | No creado                                        |
| 1985 | Robert Edric, Winter Garden                                          | David Nokes, Jonathan Swift: A Hypocrite Reversed (Jonathan Swift)                                                    | No creado                                        |
| 1986 | Jenny Joseph, Persephone                                             | Dame Felicitas Corrigan, Helen Waddell (Helen Waddell)                                                                | No creado                                        |
| 1987 | George Mackay Brown, The Golden Bird: Two Orkney Stories             | Ruth Dudley Edwards, Victor Gollancz: A Biography (Victor Gollancz)                                                   | No creado                                        |
| 1988 | Piers Paul Read, A Season in the West                                | Brian McGuinness, Wittgenstein, A Life: Young Ludwig (1889–1921) (Ludwig Wittgenstein)                                | No creado                                        |
| 1989 | James Kelman, A Disaffection                                         | Ian Gibson, Federico García Lorca: A Life (Federico García Lorca)                                                     | No creado                                        |
| 1990 | William Boyd, Brazzaville Beach                                      | Claire Tomalin, The Invisible Woman: The Story of Nelly Ternan and Charles Dickens (Ellen Ternan and Charles Dickens) | No creado                                        |
| 1991 | Iain Sinclair, Downriver                                             | Adrian Desmond and James Moore, Darwin (Charles Darwin)                                                               | No creado                                        |
| 1992 | Rose Tremain, Sacred Country                                         | Charles Nicholl, The Reckoning: The Murder of Christopher Marlowe (Christopher Marlowe)                               | No creado                                        |
| 1993 | Caryl Phillips, Crossing the River                                   | Richard Holmes, Dr Johnson and Mr Savage (Samuel Johnson)                                                             | No creado                                        |
| 1994 | Alan Hollinghurst, The Folding Star                                  | Doris Lessing, Under My Skin                                                                                          | No creado                                        |
| 1995 | Christopher Priest, The Prestige                                     | Gitta Sereny, Albert Speer: His Battle with Truth (Albert Speer)                                                      | No creado                                        |
| 1996 | Graham Swift, Last Orders Alice Thompson, Justine                    | Diarmaid MacCulloch, Thomas Cranmer: A Life (Thomas Cranmer)                                                          | No creado                                        |
| 1997 | Andrew Miller, El insensible                                         | R. F. Foster, W. B. Yeats: A Life, Volume 1 – The Apprentice Mage 1865–1914 (W. B. Yeats)                             | No creado                                        |
| 1998 | Beryl Bainbridge, Master Georgie                                     | Peter Ackroyd, The Life of Thomas More (Thomas More)                                                                  | No creado                                        |
| 1999 | Timothy Mo, Renegade, or Halo2                                       | Kathryn Hughes, George Eliot: The Last Victorian (George Eliot)                                                       | No creado                                        |
| 2000 | Zadie Smith, White Teeth                                             | Martin Amis, Experience                                                                                               | No creado                                        |
| 2001 | Sid Smith, Something Like a House                                    | Robert Skidelsky, John Maynard Keynes: Volume 3 – Fighting for Britain 1937–1946 (John Maynard Keynes)                | No creado                                        |
| 2002 | Jonathan Franzen, The Corrections                                    | Jenny Uglow, The Lunar Men: The Friends Who Made the Future 1730–1810 (Lunar Society of Birmingham)                   | No creado                                        |
| 2003 | Andrew O'Hagan, Personality                                          | Janet Browne, Charles Darwin: Volume 2 – The Power of Place (Charles Darwin)                                          | No creado                                        |
| 2004 | David Peace, GB84                                                    | Jonathan Bate, John Clare: A Biography (John Clare)                                                                   | No creado                                        |
| 2005 | Ian McEwan, Saturday                                                 | Sue Prideaux, Edvard Munch: Behind the Scream (Edvard Munch)                                                          | No creado                                        |
| 2006 | Cormac McCarthy, The Road                                            | Byron Rogers, The Man Who Went Into the West: The Life of R. S. Thomas (R. S. Thomas)                                 | No creado                                        |
| 2007 | Rosalind Belben, Our Horses in Egypt                                 | Rosemary Hill, God's Architect: Pugin and the Building of Romantic Britain (Augustus Pugin)                           | No creado                                        |
| 2008 | Sebastian Barry, The Secret Scripture                                | Michael Holroyd, A Strange Eventful History (The families of Ellen Terry and Henry Irving)                            | No creado                                        |
| 2009 | A. S. Byatt, The Children's Book                                     | John Carey, William Golding: The Man Who Wrote Lord of the Flies (William Golding)                                    | No creado                                        |
| 2010 | Tatjana Soli, The Lotus Eaters                                       | Hilary Spurling, Burying the Bones: Pearl Buck in China (Pearl Buck)                                                  | No creado                                        |
| 2011 | Padgett Powell, You and I                                            | Fiona MacCarthy, The Last Pre-Raphaelite: Edward Burne-Jones and the Victorian Imagination (Edward Burne-Jones)       | No creado                                        |
| 2012 | Alan Warner, The Deadman's Pedal                                     | Tanya Harrod, The Last Sane Man: Michael Cardew, Modern Pots, Colonialism and the Counterculture (Michael Cardew)     | Tim Price, The Radicalisation of Bradley Manning |
| 2013 | Jim Crace, Harvest                                                   | Hermione Lee, Penelope Fitzgerald: A Life                                                                             | Rory Mullarkey, Cannibals                        |
| 2014 | Zia Haider Rahman, In the Light of What We Know                      | Richard Benson, The Valley: A Hundred Years in the Life of a Family                                                   | Gordon Dahlquist, Tomorrow Come Today            |
| 2015 | Benjamin Markovits, You Don't Have to Live Like This                 | James Shapiro, 1606, Shakespeare and the Year of Lear                                                                 | Gary Owen, Iphigenia in Splott                   |
| 2016 | Eimear McBride, The Lesser Bohemians                                 | Laura Cumming, The Vanishing Man                                                                                      | David Ireland, Cyprus Avenue                     |
| 2017 | Eley Williams, Attrib. and other stories                             | Craig Brown, Ma'am Darling: 99 Glimpses of Princess Margaret                                                          | Tanika Gupta, Lions and Tigers                   |
| 2018 | Olivia Laing, Crudo                                                  | Lindsey Hilsum, In Extremis: The Life and Death of the War Correspondent Marie Colvin                                 | Clare Barron, Dance Nation                       |
| 2019 | Lucy Ellmann, Ducks, Newburyport                                     | George Szirtes, The Photographer at Sixteen                                                                           | Yasmin Joseph, J'Ouvert                          |